# Chiesa di San Giovanni Battista (Bastia)
La chiesa di San Giovanni Battista (Église Saint-Jean-Baptiste de Bastia in francese, Chjesa San Ghjuvà in còrso) è un edificio di culto cattolico situato nel quartiere di Terra Vecchia a Bastia, in Corsica. È la più grande chiesa dell'isola.

## Storia
In epoca genovese la città di Bastia era suddivisa in due parrocchie: la città alta, nota come Terra Nova, dipendeva dalla chiesa di Santa Maria Assunta anche cattedrale della diocesi dal 1570, mentre la città bassa, nota come Terra Vechja, dipendeva dalla chiesa di San Giovanni Battista.
Il fabbricato attuale venne eretto tra il 1636 e il 1666 sul sito di una chiesa preesistente. Nel 1810 fu eretto il campanile sinistro, mentre nel 1864 quello destro. Figura nell'inventario supplementare dei monumenti storici a partire dal 2000.

## Descrizione
La facciata, in stile neoclassico, è tripartita da lesene con capitelli corinzi ed è sormontata da un frontone triangolare inquadrato da due torri campanarie. Essa è in realtà una ricostruzione degli anni 1860 diretta da Augustin Viale. La pianta è costituita da una sola navata completata da un profondo coro a da tre cappelle laterali tra loro comunicanti.
Le decorazioni interne sono particolarmente abbondanti, ed includono marmi policromi (utilizzati per l'altare), statue policrome e dorate e affreschi. In particolare, la volta è stata ridecorata nel 1870 da due pittori fiorentini, Olimpio Bandinelli e Oreste Malfanti.